# Badminton na Igrzyskach Panamerykańskich 2007

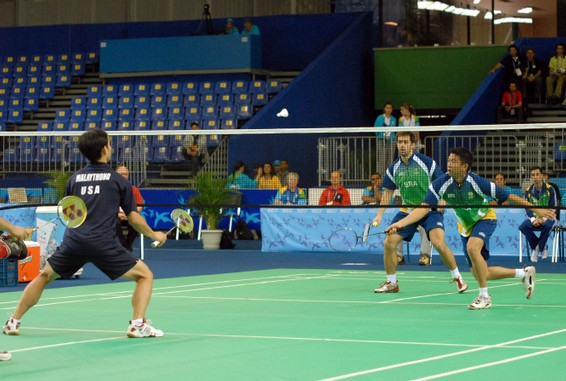
Mecz pomiędzy Stanami Zjednoczonymi i Brazylią.

Badminton na Igrzyskach Panamerykańskich 2007, odbywał się w dniach 14–19 lipca, w kompleksie sportowym Riocentro. Stany Zjednoczone i Kanada zdominowały tabelę medalową.

## Medaliści

### Mężczyźni
| Konkurencja    |                           |                            |                                                              |
| -------------- | ------------------------- | -------------------------- | ------------------------------------------------------------ |
| Gra pojedyncza | Mike Beres                | Kevin Cordón               | Rodrigo Pacheco Eric Go                                      |
| Gra podwójna   | Mike Beres William Milroy | Howard Bach Bob Malaythong | Pedro Yang Erick Anguiano Guilherme Kumasaka Guilherme Pardo |

### Kobiety
| Konkurencja    |                              |                            |                                                         |
| -------------- | ---------------------------- | -------------------------- | ------------------------------------------------------- |
| Gra pojedyncza | Eva Lee                      | Charmaine Reid             | Sarah MacMaster Claudia Rivero                          |
| Gra podwójna   | Eva Lee Mesinee Mangkalariki | Charmaine Reid Fiona McKee | Jamie Subandhi Kuei Ya Chen Jie Meng Jin Valeria Rivero |

### Miksty
| Konkurencja  |                     |                      |                                                                    |
| ------------ | ------------------- | -------------------- | ------------------------------------------------------------------ |
| Gra podwójna | Eva Lee Howard Bach | Val Loker Mike Beres | Claudia Rivero Rodrigo Pacheco Mesinee Mangkalariki Bob Malaythong |

## Tabela medalowa
| Poz.    | Państwo           |   |   |    | Łącznie |
| ------- | ----------------- | - | - | -- | ------- |
| 1       | Stany Zjednoczone | 3 | 1 | 3  | 7       |
| 2       | Kanada            | 2 | 3 | 1  | 6       |
| 3       | Gwatemala         | 0 | 1 | 1  | 2       |
| 4       | Peru              | 0 | 0 | 4  | 4       |
| 5       | Brazylia          | 0 | 0 | 1  | 1       |
| Łącznie | Łącznie           | 5 | 5 | 10 | 20      |